# Mariscuola Taranto
La Scuola sottufficiali "Lorenzo Bezzi" di Taranto, nota anche come Mariscuola Taranto, è una delle due sedi della Scuola sottufficiali della Marina Militare presso i quali vengono preparati gli allievi marescialli, gli allievi sergenti e i volontari della Marina Militare.
Nella sede di Taranto sono concentrate le Scuole delle categorie più propriamente "operative", quelle del personale che dovrà impiegare apparati elettronici e sistemi d'arma, e di quelle dei servizi logistici, quali furieri e infermieri militari. È dedicata alla memoria del capitano di corvetta Lorenzo Bezzi, Medaglia d'oro al valor militare alla memoria.